# Institut d'Égypte

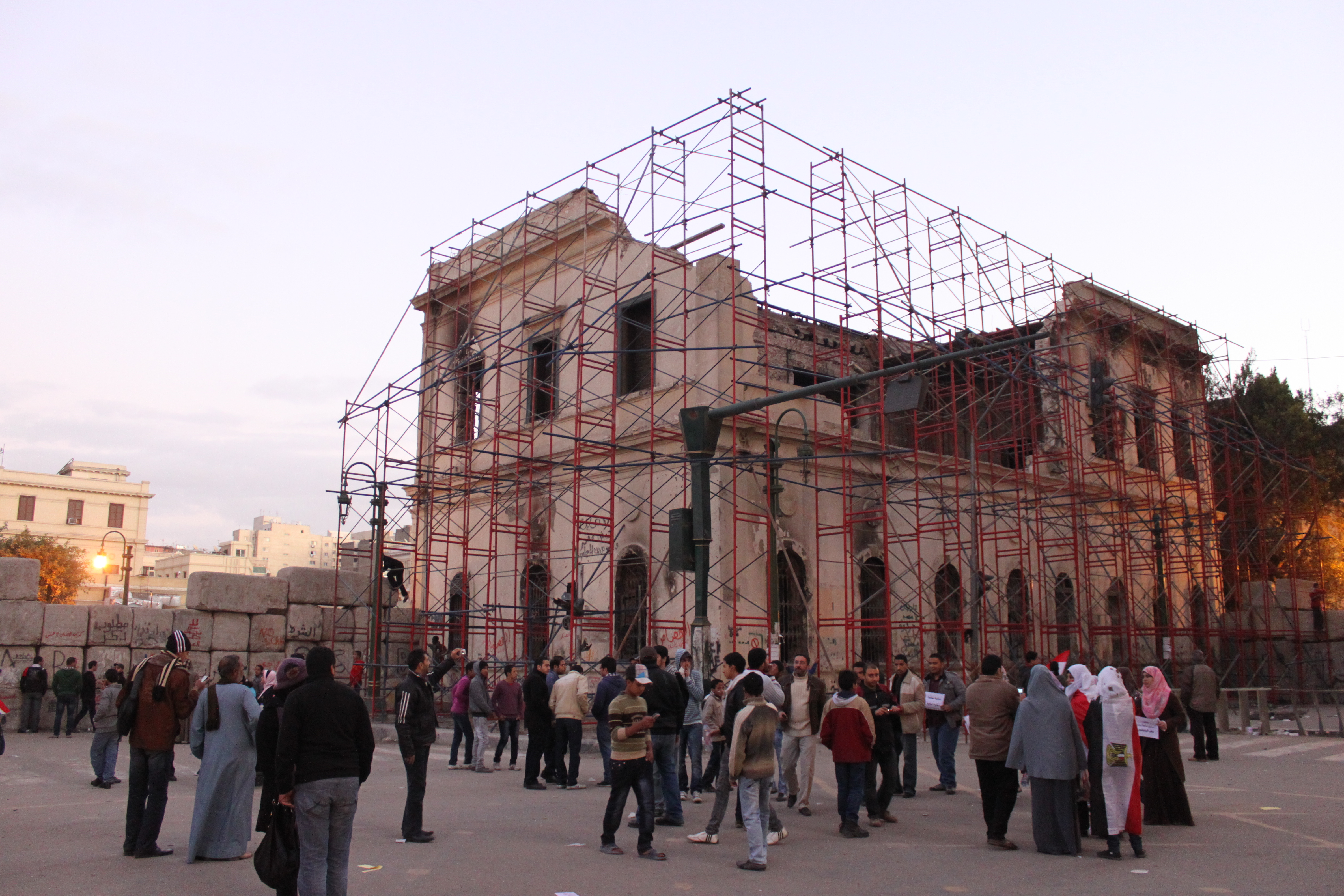
L'edificio durante il restauro

L'Institut d'Égypte fu un istituto fondato da Napoleone Bonaparte con l'obiettivo di svolgere ricerche durante la campagna d'Egitto.

## Primi lavori
La prima riunione avvenne il 24 agosto 1798, con Gaspard Monge nel ruolo di presidente, lo stesso Napoleone come vicepresidente, e Joseph Fourier e Louis Costaz come segretari. Contava 48 studiosi che, come nell'Institut de France, erano divisi in sezioni:
- 12 membri - sezione di matematica, compresi Napoleone, Costaz, Fourier, Malus, Monge.
- 10 membri - sezione di fisica e storia naturale, compresi Berthollet, Desgenettes, Dolomieu, Geoffroy Saint-Hilaire.
- 6 membri - sezione di politica economica, compresi Cafarelli, Tallien.
- 8 membri - sezione di letteratura ed arte, compreso Denon.

L'istituto capitalizzò il lavoro di studiosi e tecnici della Commission des Sciences et des Arts, e favorì lo sviluppo dell'Egitto al fine di sostenere la spedizione francese. Il 22 novembre 1799 l'istituto prese la decisione di raccogliere e pubblicare i risultati ottenuti col nome di Description de l'Égypte. L'istituto rimase attivo fino alla 47ª ed ultima riunione, tenutasi il 21 marzo 1801.

## Ripresa delle attività
Le attività dell'Institut d'Égypte ripresero nel 1836 col nome di Egyptian Society. Il lavoro fu svolto da studiosi francesi, tedeschi ed inglesi. Il progetto si trasferì ad Alessandria d'Egitto nel 1859, ed il suo nome fu modificato di nuovo , questa volta in Institut Égyptien. Il nuovo istituto fu sostenuto dal viceré d'Egitto Sa'id Pascià, e contava numerosi importanti elementi tra cui il botanico tedesco Georg August Schweinfurth, e gli egittologi Auguste Mariette e Gaston Maspero. In seguito si unirono anche Ahmed Kamal, primo egittologo nativo egiziano, e Ahmad Zaki Pasha, pioniere della filologia.
L'istituto torno ad Il Cairo nel 1880. Recuperò il suo nome precedente per decreto nel 1918, dopodiché fu sostenuto dal palazzo reale. Tra i più recenti membri dell'istituto si conta anche Taha Hussein.

## Distruzione
La sede dell'istituto fu data alle fiamme il 17 dicembre 2011, nel corso della rivoluzione egiziana scoppiata nel gennaio 2011.
I rivoltosi furono coinvolti in uno scontro all'esterno del vicino edificio del Consiglio di Shura. Una bomba Molotov lanciata da uno di loro attraversò, accidentalmente o deliberatamente, una finestra dell'istituto. I pompieri giunsero tardi a causa dell'anarchia che regnava nelle strade. Militari e rivoluzionari corsero nell'edificio in fiamme riuscendo a portare in salvo 30000-40000 opere. Tra i documenti persi ci furono i 20 volumi del Description de l'Égypte (1809–29), l'Atlas of Lower and Upper Egypt (1752), l'Atlas Handler (1842), l'Atlas of the Old Indian Arts e molto altro. Prima dell'incendio l'edificio conteneva oltre 200 000 testi antichi, molti risalenti all'epoca di Napoleone.

## Restauro
Lo sceicco Sultan al Qassimi, governatore dell'emirato di Sharjah, promise di pagare il restauro dell'edificio e di donare alcuni dei rari documenti che possedeva. Tra le altre opere che potrebbero tornare disponibili ci sono varie copie del Description attualmente conservate in altri Stati.